# Nádor Mihály
Nádor Mihály, született Neubauer Manó (Temesvár, 1882. április 16. – 1944. július 5.) zeneszerző, karmester, zenei rendező. Hangulatos könnyűzenei műveket, kuplékat és egy hegedűversenyt komponált. Több színháznak is volt zenei rendezője a húszas-harmincas években. Nevét Nádor Manó formában is használta.

## Élete
Apja Neubauer Vilmos, anyja Trauerstein Amália. Négyen voltak testvérek. Felesége Akselrad Róza, névváltoztatás után Andai Regina. Kedvelt énekesnő volt, Andai Terka néven szerepelt. 1909. augusztus 24-én kötöttek házasságot Budapesten, az Erzsébetvárosban. Nádor Mihály adatait testvére, Nádor Gedeon építészmérnök őrizte meg. Gyermekei közül Nádor Márta (1910), Nádor Katalin (1913), Nádor György (1911) nevét ismerjük. György szintén a vészkorszak áldozata lett. Katalin nem ment férjhez, 2003-ban Bächer Iván készített vele riportot. 
Apja templomi komponista volt és a kórus vezetője. Így hamar hatalmába kerítette a muzsika, sok időt töltött a templomi orgona mellett. Apja saját kórust alakított a négy gyermekből. Nyolc éves korában pajtásaival a város körüli sáncokban hangulatos és hazafias dalokat énekeltek; mindaddig, amíg zenetanára rájuk nem talált. Ekkor abbahagyta a karmesterkedést, és elbujkált, csak este mert hazamenni. 
Tizenkét éves korában, meghallva hegedűjátékát egy ismerősük javasolta a gyerek taníttatását. Apja ekkor íratta be a bécsi Konzervatóriumba. Tanulmányait Münchenben folytatta az Akademie der Tonkunst-on. Csodálója lett Mahlernek. Thuilee tanítványa lett, és hét évet töltött Münchenben, ahol valódi gyermekvilág volt (mint írja: Kinderleben).
Ekkor a bonni Beethovenhaus pályadíjat tűzött ki egy versenymű megírására fiatal muzsikusok számára. Egy vonósnégyest küldött be, amellyel hatszáz márkát nyert. Vizsgaelőadására saját hegedűversenyt írt, de olyan nehezet, hogy maga sem tudta előadni. Ez a vizsgakoncert ezért elmaradt. Ősbemutatója New Yorkban volt, majd Kelemen Barnabás adta elő Pécsett 2014-ben. A darab rendkívül technikás; csak néhány könnyítéssel lehetett előadni.
Iskolái elvégzése után a müncheni udvar, a Prinz Regent Theater muzsikusa lett, ahol játékának leglelkesebb hallgatója Ludwig Ferdinand herceg volt. Úgy szólította őt, hogy Mein kleiner Ungar. Olyan karmesterek keze alatt dolgozott, mint Nikisch Artúr, Felix Mottl, Felix Weingartner, Gluck. Ez jobb iskola volt számára, mint az Akademie der Tonkunst. Vonósnégyest alapított, és három éven át járta Németországot. Egészen addig, amíg elfogta a honvágy. Először Kecskeméten volt karmester, majd Budapestre költözött. Még villamosra se volt pénze, gyalog ment a Keleti Pályaudvartól a Népszínházig, ahol a Sárga csikó ment. Elhatározta, hogy ezzel fog foglalkozni. Sejtelme sem volt arról, hogy másnapra a színház csődbe megy.
Nem volt munkája egy éven át, ekkor sikerült Nagy Endre kabaréjához elszerződnie. Zenei vezetőként új műfajba csöppent bele. Kuplékat kezdett írni Medgyaszay Vilma, Nyárai Antal, Sajó Géza, Boross Géza számára; Medgyaszay Vilma számára még egy sor balladát is írt. "Falu végén" című Petőfi-ciklusát Hevesi Sándorral együttműködve írta meg Gózon Gyula és Berky Lili színháza, a Muskátli Kabaré számára. Sajnos, ez a színház is megbukott. Jellemző rá egyik akkori szerzeménye, a "Őh, tipegő kis médik", amelyet Nagy Endre szövegére komponált (hát igen, a könnyű lányokról szólt a dal). Szerzőtársa 1911 után egyre inkább Szirmai Albert lett. Ekkor írta Ignotus versére a "Bölcsődalt", Szép Ernő versére a "Gyáva legényt", Zerkovitz Béla számára a "Léha nótát", saját népies szerzeménye az "Albert Jóska" című népballada. Csáth Géza is felfigyelt rá
A nevét már a némafilm korában is zeneszerzőként jegyzik: "Házasodik az uram". 
Kitört a háború, 1915-ben bevonult a császári és királyi 32. számú gyalogezredhez, ahol elvégezte a tiszti iskolát. Ezután a császári és királyi 66. számú gyalogezredhez vezényelték, a hadnagyi rendfokozatig jutott el. Küzdött az olasz, majd az orosz fronton; ahol fogságba esett. Az ott működő Kis Színház műsorán ott találjuk Nádor Mihály-Nagy Endre: Hadikép című művét. A hadifogság idején egy darabig eltűnt, feleségét három gyermekével magára hagyva. A hadifogságból sikerült megszöknie; az összeomlásig Budapesten szolgált a katonai rendészeten. 25%-os hadirokkant lett. Kitüntetései: II. osztályú ezüst vitézségi érem; Károly csapatkereszt.
Visszatérve a polgári életbe a zenés színházak életébe vetette be magát. Elszerződött az akkor létesült Medgyaszay Színházhoz zenei vezetőnek. Első operája a "Néma asszony". A másodikat (Donna Anna) már az Operaházhoz nyújtotta be, ahol azt be is mutatták. A következő évben átszerződött a Király Színházhoz. Művei: "Vilmos huszárok", "Offenbach", a "Babavásár", és a "Krizantém" "A tánckirály". A Városi Színház operát készült bemutatni Kristóf Károly – Faragó Sándor: "Beethoven élete" címmel, s ehhez Nádor Mihály állította össze a zenei anyagot Beethoven művei alapján.
Balettet komponál Faragó Jenő szövegével „Elssler Fanny” címen, s az előadáson ő maga vezényel. A darab története valószínűleg fikció: Frederich von Gentz miniszter meglesi a balerinát gyakorlás közben; beleszeret, megpróbálnak megszökni, de az Udvar meghiúsítja terveiket. A címszerepet az Operaház prímabalerinája, Szalay Karola táncolta.
Több film készítésében is közreműködött.
Utolsó lakhelye Budapest VI. Szondy utca 90. (1940-1943). Utána át kellett költöznie egy csillagos házba, majd onnan fiával és vejével együtt útnak indították Auschwitz felé. Halotti bizonyítványa szerint 1944 júliusában halt meg.

## Művei
- Maeterlinck: Kék madár, kísérőzene, 1913
- Vilmos huszárok – operett, 1914
- A néma asszony – opera buffa, 1918
- Donna Anna – dalmű, 1920
- Offenbach – operett, 1920
- A babavásár – operett, 1922
- Elssler Fanny – balett, 1933

### Filmzenéi
- Házasodik az uram (Projektograph, 1913)[8]
- Az ellopott szerda (Phőnix film, 1933) – a film zeneszerzője[15][* 1]
- Fizessen, nagysád! (Focusfilm, 1937) – a film, zenei vezetője
- Évforduló (Reflektor film, 1936) (zeneszerző és karmester)
- Ki ismeri őket, a nőket (Magyar Televízió, 1983) betétdalok

### Egyéb szerzeményei
Nádor Mihály 00021948489 zeneszerző (a felsorolás a szövegíró nevét tartalmazza)
- Zágon István 00033466000: 3 Pas de Vic Baro ISWC: T-007.122.399-8
- Kulinyi Ernő 00143122028: Agglegények dala T-007.212.145-9
- Kulinyi Ernő 00143122028: Babavásár Operett) T-007.007.367-4
- Szép Ernő 00142627683: Búcsú az ifjúságtól T-007.122.400-4
- Szép Ernő 00142627683: Chanson T-007.122.401-5
- Gábor Andor 00011074734: A Cuplinger legények T-007.007.680-0
- Emőd Tamás 00009285287: Dal az ifjúság vizéről T-007.200.594-7
- önmaga: Elssler Fanny T-007.007.681-1 (1933)
- önmaga: Évforduló (filmzene) T-007.163.881-7
- Kulinyi Ernő 00143122028: Farsangi cécó (Maca dala) T-007.212.146-0
- Harsányi Zsolt 00013493011: Féltékeny költő T-007.200.595-8
- Gábor Andor 00011074734: A fóka T-007.120.612-6 (előadó: Tóth Enikő)
- Gábor Andor 00011074734: Furcsa dolgok T-007.122.402-6 (előadó: Malek Andrea)
- Kulinyi Ernő 00143122028: Gitta és Gigi kettőse T-007.216.793-1 (előadó: Andor Éva és Kishegyi Árpád)
- Szép Ernő 00142627683: Gyáva legény T-007.120.613-7
- Szép Ernő 00142627683: Gyerekjáték T-007.122.403-7
- önmaga: Hegedűverseny Op. 6. T-007.235.945-5 (előadó: Budapesti Filharmóniai Társaság Zenekara)
- id. Szabó Lőrinc: John Anderson szívem John: 00143142314 (Robert Burns versének fordítása. előadó: Sólyom Janka) T-007.200.596-9
- Harsányi Zsolt 00013493011: A kalap T-007.120.614-8
- Szép Ernő 00142627683: Kávé és kifli T-007.122.404-8
- DP (ismeretlen forrásból) 00039657154: Két halott T-007.200.597-0
- Szép Ernő 00142627683: Luftballon T-007.120.615-9 (előadó: Tímár Béla)
- Szép Ernő 00142627683: Mademoiselle T-007.120.616-0
- Gábor Andor 00011074734: Matild T-007.099.792-0

### Művei a Szabó Ervin Könyvtárban
A kották jegyzéke a szövegírók nevét nem tartalmazza.
- A boldogság egy szál virág
- A finom grófnő
- A kalap (A következetes asszony)
- A királyi dobos
- A lift
- A krumpli (Közélelmezési dal)
- A szív
- Az anyaszív
- Az angol katona
- Az én szép mamám
- Adj a nőnek édes cukrot
- Agglegények dala
- A pusztuló liget[18]
- Árvalányhaj Petőfi Sándor versére
- Csumbuk János pakkja
- Dal az ifjúság vizéről
- Ereszkedik le a felhő Petőfi Sándor
- Éji látogatás
- Farsangi cécó
- Furcsa dógok vannak a ház körű
- Hajrá! Míg csak gyantás a húr
- I love you
- Ha egyszer a szívem egy úrnak adom
- Hunyd be a két szemed
- Jégvirág
- Jó tanács
- Krizantém illata leng körülem
- Krizantém keringő
- Kisfiú, kisleány
- Lisette, a kurtizán
- Matild
- Miből tart el engemet a férjem?
- Mily udvariatlan
- Minden este dalolgatok sokáig[19]
- Nincs drágább luxus, mint egy drága nő
- Ne szállj el
- Nyári emlék
- Ó, régi nyár
- Óh, tipegő kis médik
- Panyó Panni Petőfi Sándor
- Pesti ember kenyere
- Reszket a bokor Petőfi Sándor
- Szerelmes trombitásom
- Szeretném itt hagyni Petőfi Sándor
- Sír-rí magában a gyerek
- Szívemben júniusnak rózsaszínű napja ég
- Tündéri szép varázs